# Christian Asmussen
Christian Asmussen (ur. 31 grudnia 1988 w Kope) – duński wioślarz.

## Osiągnięcia
- Mistrzostwa Świata Juniorów – Amsterdam 2006 – ósemka – 11. miejsce[1].
- Mistrzostwa Europy – Ateny 2008 – czwórka bez sternika – 10. miejsce[1].
- Mistrzostwa Świata U-23 – Račice 2009 – czwórka bez sternika – 12. miejsce[1].